# 安德烈·哈恩
安德雷·哈恩（德語：André Hahn；1990年8月13日—）是一位德國足球運動員，場上司职中場，曾效力於汉堡。

## 外部連結
- Soccerway資料庫：安德烈·哈恩